# Prefectura Evros
Evros (greacă Έβρος) este o prefectură greacă, în periferia Macedonia de Est și Tracia. Reședința sa este Alexandroupolis. Se află în Tracia de Vest - partea din regiunea istorică Tracia aflată pe teritoriul Greciei. Prefectura conține de asemenea și insula Samothrace din Marea Egee.

## Municipalități și comunități
Începând cu 2011 prefectura Evros este împărțită în 5 municipalități:
1). Alexandroupolis
2). Didymoteicho
3). Orestiada
4). Samothraki
5). Soufli
Fostele municipalități din prefectura Evros până în 2011:
| Municipalitate | Cod YPES | Reședință (dacă e diferită) | Cod poștal | Cod zonal         |
| -------------- | -------- | --------------------------- | ---------- | ----------------- |
| Alexandroupoli | 1301     |                             | 681 00     | 25510-2 through 7 |
| Didymoteicho   | 1303     |                             | 683 00     | 25530-2           |
| Feres          | 1313     |                             | 685 00     | 25550-2           |
| Kyprinos       | 1304     |                             | 680 05     | 25560-2           |
| Metaxades      | 1305     |                             | 680 10     | 25530-3           |
| Orestiada      | 1306     |                             | 682 00     | 25520-2           |
| Orfeas         | 1307     | Lavara                      | 680 04     | 25530-3           |
| Samothrace     | 1308     |                             | 680 01     | 25510-4           |
| Soufli         | 1309     |                             | 684 00     | 25540-2           |
| Traianoupoli   | 1310     | Aristino                    | 681 00     | 25310-4           |
| Trigono        | 1311     | Dikaia                      | 680 07     | 25560-3           |
| Tychero        | 1312     |                             | 680 03     | 25540-4           |
| Vyssa          | 1302     | Nea Vyssa                   | 680 01     | 25520-7           |